# Suite géométrique
En mathématiques, une suite géométrique est une suite de nombres dans laquelle chaque terme permet de déduire le suivant par multiplication par un facteur constant appelé raison.
Ainsi, la définition d'une suite géométrique {\displaystyle u_{n}} peut s'écrire sous la forme d'une relation de récurrence, c'est-à-dire que, avec une raison {\displaystyle q}, pour chaque entier naturel n :
{\displaystyle u_{n+1}=q\times u_{n}\ ;\ \ u_{0}=a}.
Le terme général d'une suite géométrique a la forme suivante :
{\displaystyle \ aq^{n}}
Par conséquent, les premiers termes s'écriront comme ceci :
{\displaystyle \ a,\ aq,\ aq^{2},\ aq^{3},\ aq^{4},\ aq^{5},\ ...}
Le qualificatif « géométrique » réfère au fait que, dans une suite géométrique à termes positifs, un terme quelconque (à l'exception du premier) est égal à la moyenne géométrique du terme qui le précède et de celui qui lui succède.
Cette relation est caractéristique de la progression géométrique qui se retrouve par exemple dans l'évolution d'un compte bancaire à intérêts composés ou la composition des intervalles musicaux. Elle permet aussi de modéliser une croissance exponentielle (dans laquelle la variation est proportionnelle à la quantité) par un processus en temps discret. 
Les suites géométriques satisfont une formule générale pour le calcul des termes ainsi que pour la série associée. Elles peuvent aussi servir à calculer des solutions particulières pour les relations de récurrence linéaires.

Premières étapes de la construction du triangle de Sierpiński. Le nombre de triangles noirs, leur côté, leur aire individuelle et l'aire du domaine couvert suivent des progressions géométriques de raisons respectives 3, 1/2, 1/4, 3/4. C'est une fractale.

## Champ d'applications
La suite géométrique est un outil privilégié pour l'étude de phénomènes à croissance ou décroissance exponentielle (elle est l'équivalent discret d'une fonction exponentielle), ou encore l'étude de populations dont la taille double ou diminue de moitié dans un intervalle de temps constant (période).
Le carbone 14 14C est un atome radioactif dont la période ou demi-vie est de T = 5 730 ans (à 40 ans près). Cela signifie que, en cas de fermeture d'un système (fin des échanges avec le monde extérieur), la quantité de carbone 14 diminue de moitié tous les 5 730 ans.
Si N est la quantité de 14C dans le système, au bout de T années (T = 5 730 ans), il n'existe plus que N/2 noyaux de 14C . Au bout de 2T, il n'y a plus que N/4 noyaux. Au bout de 3T, il ne reste plus que N/8 noyaux. Si on appelle Nn la quantité de noyaux 14C au bout de n périodes, la suite (Nn) est géométrique de raison 1/2.
On observe des suites géométriques dans la nature. Par exemple, le système planétaire HD 158259 comporte quatre à six planètes dont les périodes orbitales forment presque une suite géométrique de raison 3/2.
On retrouve les suites géométriques dans le système bancaire avec le calcul des intérêts composés.
Un capital C0 placé à 5 % rapporte au bout d'un an 0,05 × C0 d'intérêts. Ces intérêts ajoutés au capital donnent un nouveau capital C1 = 1,05 × C0. En recommençant le processus chaque année, on crée une suite géométrique de raison 1,05 car Cn + 1 = 1,05 × Cn.
On les retrouve aussi en musicologie. En partant d'une certaine fréquence initiale, la suite des octaves correspond à une progression géométrique de raison 2 (en allant vers l'aigu), la suite des quintes pures (celles de l'accord pythagoricien) à une progression géométrique de raison 3/2, la suite des demi-tons de la gamme tempérée à une progression géométrique de raison la racine douzième de 2. La gamme tempérée n'utilise que douze quintes pures, (3/2)12 ≈ 129,746, qui valent « presque » 7 octaves, 27 = 128, c'est-à-dire que deux suites géométriques de même valeur initiale, l'une de raison 3/2 l'autre de raison 2, qui ne peuvent coïncider de façon précise en aucun point, coïncident de façon approchée pour ces valeurs.

## Terme général
Si K est un corps commutatif  – par exemple ℝ (corps des réels) ou ℂ (corps des complexes) – et si {\displaystyle (u_{n})_{n\in \mathbb {N} }} est une suite géométrique de K de raison q ∈ K alors, pour tout entier naturel n :
{\displaystyle u_{n}=u_{0}q^{n}}
(y compris si q et n sont nuls, avec la convention 00 = 1).
Une suite géométrique est donc entièrement déterminée par la donnée de son premier terme  et par sa raison q.
Une suite géométrique peut aussi être définie à partir d'un rang quelconque n0, soit, pour tout n ≥  n0, par :
{\displaystyle u_{n}=u_{n_{0}}q^{n-n_{0}}}
qui suit la même relation de récurrence. Ce cas se ramène au cas précédent en posant vn = un0+n qui est géométrique de même raison que un à partir de v0 = un0.

## Sens de variation et convergence
On supposera u0 non nul.

### Sens de variation
Ce paragraphe concerne les suites géométriques à valeurs dans ℝ. 
- si q < 0 la suite n'est pas monotone et oscille alternativement dans les nombres négatifs et positifs. Elle est dite alternée.
- si {\displaystyle q\in [0;1[}
  - si u0 > 0, la suite est décroissante positive
  - si u0 < 0, la suite est croissante négative
- si {\displaystyle q\in ]1;+\infty [}
  - si u0 > 0, la suite est croissante positive
  - si u0 < 0, la suite est décroissante négative
- si q = 1 la suite est constante.

### Convergence
Dans ℝ
- si {\displaystyle q<-1\,}, la suite diverge et ne possède pas de limite. Dans ℝ, les valeurs d'adhérence sont +∞ et –∞.
- si {\displaystyle q=-1\,}, la suite diverge et possède deux valeurs d'adhérence : u0 et -u0
- si {\displaystyle |q|<1\,}, la suite converge vers 0
- si {\displaystyle q=1\,}, la suite est constante et converge vers u0
- si {\displaystyle q>1\,}, la suite est divergente mais possède une limite égale à 
  - {\displaystyle +\infty } pour u0 > 0
  - {\displaystyle -\infty } pour u0 < 0

Dans ℂ
- si {\displaystyle \left|q\right|<1}, la suite converge vers 0.
- si {\displaystyle \left|q\right|>1}, la suite est divergente.
- si q = 1, la suite est constante et converge vers u0.
- si {\displaystyle q\neq 1} et {\displaystyle \left|q\right|=1}, la suite diverge.

## Croissance comparée
On considère ici des suites à valeurs dans ℝ.
On démontre (par la formule du binôme ou l'inégalité de Bernoulli) que pour tout entier n et tout réel t positif, {\displaystyle (1+t)^{n}\geq 1+nt}. Cette inégalité permet d'affirmer qu'une suite géométrique de raison 1 + t et de premier terme a croît plus vite qu'une suite arithmétique de raison a × t. Cependant, en pratique, pour de petites valeurs de t et des valeurs raisonnables de n, les deux suites sont quasiment confondues. Cette approximation se justifie mathématiquement par le développement limité à l'ordre 1 lorsque t tend vers 0 :  {\displaystyle (1+t)^{n}=1+nt+o(t)} qui fournit l'approximation : {\displaystyle ~(1+t)^{n}\approx 1+nt}.
Illustration avec a = 1 000 et t = 0,004, soit une raison a×t = 4 :
| n  | suite arithmétique | suite géométrique |
| 0  | 1 000              | 1 000             |
| 1  | 1 004              | 1 004             |
| 2  | 1 008              | 1 008,016         |
| 3  | 1 012              | 1 012,048         |
| 4  | 1 016              | 1 016,096         |
| 5  | 1 020              | 1 020,161         |
| 6  | 1 024              | 1 024,241         |
| 7  | 1 028              | 1 028,338         |
| 8  | 1 032              | 1 032,452         |
| 9  | 1 036              | 1 036,581         |
| 10 | 1 040              | 1 040,728         |
| 11 | 1 044              | 1 044,891         |
| 12 | 1 048              | 1 049,070         |

Cette approximation permet aux financiers d'utiliser comme taux d'intérêt mensuel le 12e du taux annuel t, au lieu de prendre la valeur exacte {\displaystyle {\sqrt[{12}]{1+t}}-1} ; elle est d'autant meilleure que le taux est faible.

## Somme des termes
La somme des n + 1  premiers termes d'une suite géométrique (uk)k ∈ ℕ de raison q ≠ 1 vérifie :

{\displaystyle \sum _{k=0}^{n}u_{k}=u_{0}+\cdots +u_{n}=u_{0}(1+q+\cdots +q^{n})=u_{0}{\frac {1-q^{n+1}}{1-q}}\ \ (q\neq 1)}

(voir l'article Série géométrique, section Terme général pour des démonstrations).
Quand q = 1, la suite est constante et u0 + … + un = (n+1)u0.
La formule se généralise à partir d'un rang m quelconque, la suite (um+k)k ∈ ℕ étant également géométrique. Plus généralement si la suite (uk) suit une progression géométrique entre m et n, qui est donc de longueur n - m + 1,  on a la formule suivante quand la raison q est différente de 1 :
{\displaystyle \sum _{k=m}^{n}u_{k}=u_{m}~{\frac {1-q^{n-m+1}}{1-q}}={\text{premier terme}}\times {\dfrac {1-{\text{raison}}^{\text{nombre de termes}}}{1-{\text{raison}}}}.}
La valeur de la somme des termes d'une progression géométrique est démontrée dans le livre IX des Éléments d'Euclide, théorème 33 proposition XXXV, pour des nombres entiers plus grands que 1 (mais par une méthode générale). La proposition énonce que, dans une progression géométrique, les différences entre le premier et le second terme d'une part et le premier et le dernier terme d'autre part sont proportionnelles respectivement au premier terme et à la somme de tous les termes qui précèdent le dernier. Soit en langage algébrique
{\displaystyle {\frac {u_{0}}{u_{1}-u_{0}}}={\frac {u_{0}+u_{1}+\cdots +u_{n-1}}{u_{n}-u_{0}}}}

## Exemples
- Dans la norme American Wire Gauge, la section des câbles suit une progression géométrique.
- La fréquence des notes de musique de la gamme tempérée suit une progression géométrique, de demi-ton en demi-ton.
- Les nombres préférentiels, correspondant à des valeurs normalisées en mécanique ou en électronique, sont basés sur des suites géométriques.